# Zerlegungsgesetz
Das Zerlegungsgesetz (ZerlG) ist ein deutsches Bundesgesetz, das die Verteilung des Einkommen- und Körperschaftsteueraufkommens zwischen den Ländern der Bundesrepublik Deutschland regelt. Insbesondere enthält das Gesetz Vorschriften für die Verteilung der Körperschaftsteuer, wenn ein Unternehmen Betriebsstätten in unterschiedlichen Bundesländern unterhält. 
Das Zerlegungsgesetz ist selbst aber kein Steuergesetz, da es nur die Aufteilung der Steuern zwischen den Gebietskörperschaften regelt, nicht aber den Steueranspruch des Staates gegenüber dem Bürger. Die Zerlegung der Gewerbesteuer ist im Gewerbesteuergesetz geregelt.
Grundsätzlich gilt nach § 1 Abs. 1 ZerlG, dass das Einkommen- bzw. Körperschaftsteueraufkommen dem Land zusteht, in dem ein Steuerpflichtiger am 10. Oktober eines Jahres seinen Wohnsitz oder den Ort der Geschäftsleitung hat. Für die besonderen Erhebungsformen (Lohnsteuer und Kapitalertragsteuer) trifft das Zerlegungsgesetz Sonderregelungen.
Die durch das Zerlegungsgesetz getroffene Aufteilung des Steueraufkommens aus Einkommen- und Körperschaftsteuer war allerdings bis 2019 nur vorläufig, da der Länderfinanzausgleich für eine weitere Umverteilung der Steuereinnahmen sorgte. Seit 2020 wird der gesamte Länderfinanzausgleich über die Umsatzsteuer durchgeführt.